# 森克彦
森 克彦（もり かつひこ、1976年 - ）は、フリーランスの映像作家、ディレクター、プロデューサー、カメラマン。
仕事名モリカツ 、もしくはモリカツヒコ。
自身で立ち上げた映像制作会社、株式会社ローリンローリン代表取締役社長。
主にART-SCHOOL、10-FEET、リップスライム、湘南乃風、175R、w-inds.、
FUNKY MONKEY BABYS、岩瀬敬吾、ムック、TAKA、などのPVで知られる。

## 来歴
横須賀市生まれ。高校時代にアメリカの公立高校へ1年留学。日本大学芸術学部映画学科撮影コース卒業。卒業制作『GUNS N ROSES』（監督 脚本 撮影）の映画がゆうばり映画祭2001にノミネート。映像制作会社SEPに入社。1年間の修行後、フリーランスのディレクターとして活動。映画『美女缶』では企画、撮影を担当。ゆうばり映画祭グランプリ、ピアフィルムフェスティバル企画賞など様々の賞を受賞。今までミュージックビデオ、ライブ映像、コマーシャル、ショートフィルムを企画演出。2014年、映像制作会社、ローリンローリンinc.を立ち上げ活動の場を広げる。
CGを多用した作品から実写ドラマまで様々なスタイルの作品を手掛ける。

## フィルモグラフィ

### 監督作品
- 少年ホームラン
- GUNS N’ ROSES

その他、PV多数。

### 撮影作品
- 美女缶

その他、PV多数。

### プロデュース
- 高校生ラップ選手権